# Inundaciones en Bahía en diciembre de 2021
A partir del 24 de diciembre de 2021, precipitaciones récord en el estado de Bahía, en el noreste de Brasil, provocaron graves inundaciones. 21 personas murieron, 358 resultaron heridas y 62.800 fueron desplazadas. En un tuit, Rui Costa, gobernador de Bahía, declaró que las inundaciones fueron "el peor desastre que jamás haya ocurrido en la historia de Bahía". 72 municipios de Bahía declararon estado de emergencia.
La precipitación total en la capital del estado, Salvador, durante diciembre superó los 250 milímetros (9,8 pulgadas) el 24 de diciembre, cinco veces el promedio histórico. El 26 de diciembre, el gobierno del estado de Bahía y el gobierno federal brasileño, junto con la cooperación de otros gobiernos estatales, montaron una operación conjunta de rescate de víctimas en las zonas afectadas. Dos represas colapsaron entre el 25 y el 26 de diciembre, en Jussiape e Itambé respectivamente. La ciudad de Vitória da Conquista resultó gravemente afectada.
El sur de Bahía había sido gravemente inundado a principios del mismo mes por la Tormenta Subtropical Ubá.
Las inundaciones destruyeron los medicamentos y vacunas contra la COVID-19.